# Keminmaa

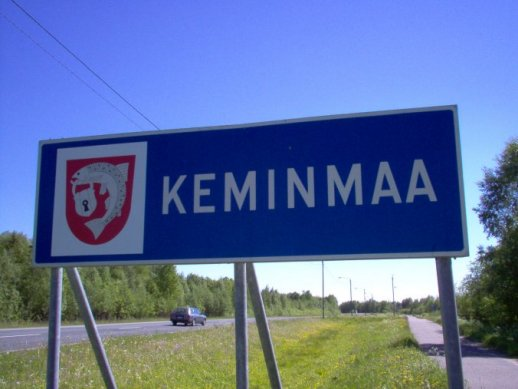
Keminmaa kommunvapen.

Keminmaa (före 1979 Kemi landskommun, finska: Kemin maalaiskunta) är en kommun i landskapet Lappland i Finland. Keminmaa har 7 904 invånare (2021) och täcker en yta på 647,23 km². Keminmaa är en enspråkigt finsk kommun. Kommunen gränsar till Kemi i söder, Torneå i väster, Tervola i norr och Simo i öster.
Mellan Keminmaa och Torneå går världens nordligaste motorväg.

## Administrativ historik
1938 överfördes ett område med 14 716 invånare till Kemi stad från Kemi landskommun. Före 1 januari 1979 hette kommunen Kemi landskommun (finska: Kemin maalaiskunta).
Stadshuset byggdes 1986 efter ritningar av Kimmo Kuismanen. I tornet finns en skulptur med laserljus som föreställer polstjärnan och norrskenen.

## Tätorter
Vid Statistikcentralens tätortsavgränsning den 31 december 2021 fanns två tätorter inom Keminmaa kommuns område:
| Nr | Tätort                      | Folkmängd |
| -- | --------------------------- | --------- |
| 1  | Kemi centraltätort (del av) | 6 707     |
| 2  | Koroiskylä                  | 252       |

## Politik

### Mandatfördelning i Keminmaa kommun, valen 1976–2021
| 10 | 3 | 11 | 3 |

| 9 | 3 | 11 |  | 3 |

| 9 | 4 |  | 16 | 5 |

| 9 | 3 |  | 17 | 5 |

| 10 | 4 | 2 | 15 | 4 |

| 9 | 2 |  | 18 |  | 4 |

| 11 | 3 | 15 |  | 5 |

| 10 | 2 | 4 | 16 | 3 |

| 24 | 11 |

| 8 | 2 | 6 | 17 | 2 |

| 22 | 13 |

| 5 | 2 | 8 | 3 | 16 |  |

| 23 | 12 |

| 7 | 2 | 7 |  | 13 |  |

| 18 | 13 |

| 6 |  | 8 | 4 | 10 | 2 |

| 18 | 13 |

### Valresultat i kommunalvalet 2017
| Parti                 | Parti                                  | Röstfördelning | Röstfördelning | Röstfördelning | Röstfördelning | Mandatfördelning | Mandatfördelning |
| Parti                 | Parti                                  | Antal          | Andel %        | Antal +−       | Andel % +−     | Antal            | +−               |
| --------------------- | -------------------------------------- | -------------- | -------------- | -------------- | -------------- | ---------------- | ---------------- |
|                       | Centern i Finland                      | 1 584          | 40,1           | -294           | -3,2           | 13               | -3               |
|                       | Keminmaalaisten Parhaaksi -yhteislista | 861            | 21,8           | -71            | -0,3           | 7                | -1               |
|                       | Vänsterförbundet                       | 857            | 21,7           | +166           | +5,8           | 7                | +2               |
|                       | Finlands Socialdemokratiska Parti      | 238            | 6,0            | -17            | +0,1           | 2                | 0                |
|                       | Samlingspartiet                        | 187            | 4,7            | +17            | +0,8           | 1                | 0                |
|                       | Sannfinländarna                        | 184            | 4,7            | -170           | -3,5           | 1                | -2               |
|                       | Kristdemokraterna i Finland            | 43             | 1,1            | +13            | +0,4           | 0                | 0                |
|                       | Gröna förbundet*                       | 0              | 0              | -34            | -0,8           | 0                | 0                |
| Giltiga röster totalt | Giltiga röster totalt                  | 3 954          | 100,0          | -390           | —              | 31               | -4               |
| Ogiltiga röster       | Ogiltiga röster                        | 31             | 0,8            | —              | —              |                  |                  |
| Valdeltagande         | Valdeltagande                          | 3 985          | 61,0           | —              | -5,0           |                  |                  |
| Röstberättigade       | Röstberättigade                        | 6 534          | —              | -110           | —              |                  |                  |

Källa:
Partier eller valmansföreningar med en asterisk (*) ställde inte upp med kandidater i valet. I valet ställde Centern och Kristdemokraterna upp i ett valförbund.

## Demografi

### Befolkningsutveckling
| Befolkningsutvecklingen i Keminmaa kommun 1975–2020                                                          | Befolkningsutvecklingen i Keminmaa kommun 1975–2020 | Befolkningsutvecklingen i Keminmaa kommun 1975–2020 | Befolkningsutvecklingen i Keminmaa kommun 1975–2020 | Befolkningsutvecklingen i Keminmaa kommun 1975–2020 |
| --- | --------------------------------------------------- | --------------------------------------------------- | --------------------------------------------------- | --------------------------------------------------- |
| |                                                     |                                                     |                                                     |                                                     |
| År |                                                     |                                                     | Folkmängd                                           |                                                     |
| 1975 | 1975                                                |                                                     | 7 007                                               |                                                     |
| 1980 | 1980                                                |                                                     | 7 721                                               |                                                     |
| 1985 | 1985                                                |                                                     | 8 798                                               |                                                     |
| 1990 | 1990                                                |                                                     | 9 143                                               |                                                     |
| 1995 | 1995                                                |                                                     | 9 411                                               |                                                     |
| 2000 | 2000                                                |                                                     | 8 930                                               |                                                     |
| 2005 | 2005                                                |                                                     | 8 926                                               |                                                     |
| 2010 | 2010                                                |                                                     | 8 573                                               |                                                     |
| 2015 | 2015                                                |                                                     | 8 388                                               |                                                     |
| 2020 | 2020                                                |                                                     | 7 984                                               |                                                     |
| Anm: Uppgifterna avser förhållandena den 31 december nämnda år enligt områdesindelningen den 1 januari 2022. |                                                     |                                                     |                                                     |                                                     |

### Språk
Befolkningen efter språk (modersmål) den 31 december 2022. Finska, svenska och samiska räknas som inhemska språk då de har officiell status i landet. Resten av språken räknas som främmande. För språk med färre än 10 talare är siffran dold av Statistikcentralen på grund av sekretesskäl.
| Språk                        | Talare 2022-12-31 | Talare 2022-12-31 |
| Språk                        | Antal             | Andel (%)         |
| ---------------------------- | ----------------- | ----------------- |
| Hela befolkningen            | 7 771             | 100,0             |
| Inhemska språk totalt        | 7 693             | 99,0              |
| Finska                       | 7 681             | 98,8              |
| Svenska                      | 11                | 0,1               |
| Samiska                      | 1                 | 0,0               |
| Främmande språk totalt       | 78                | 1,0               |
| Ryska                        | 13                | 0,2               |
| Språk med färre än 10 talare | 65                | 0,8               |

|  | Finska (98,8 %) |

|  | Svenska (0,1 %) |

|  | Samiska (0,0 %) |

|  | Främmande språk (1,1 %) |

|  | Finska (98,8 %) |

|  | Svenska (0,1 %) |

|  | Samiska (0,0 %) |

|  | Främmande språk (1,1 %) |

## Kyrkor

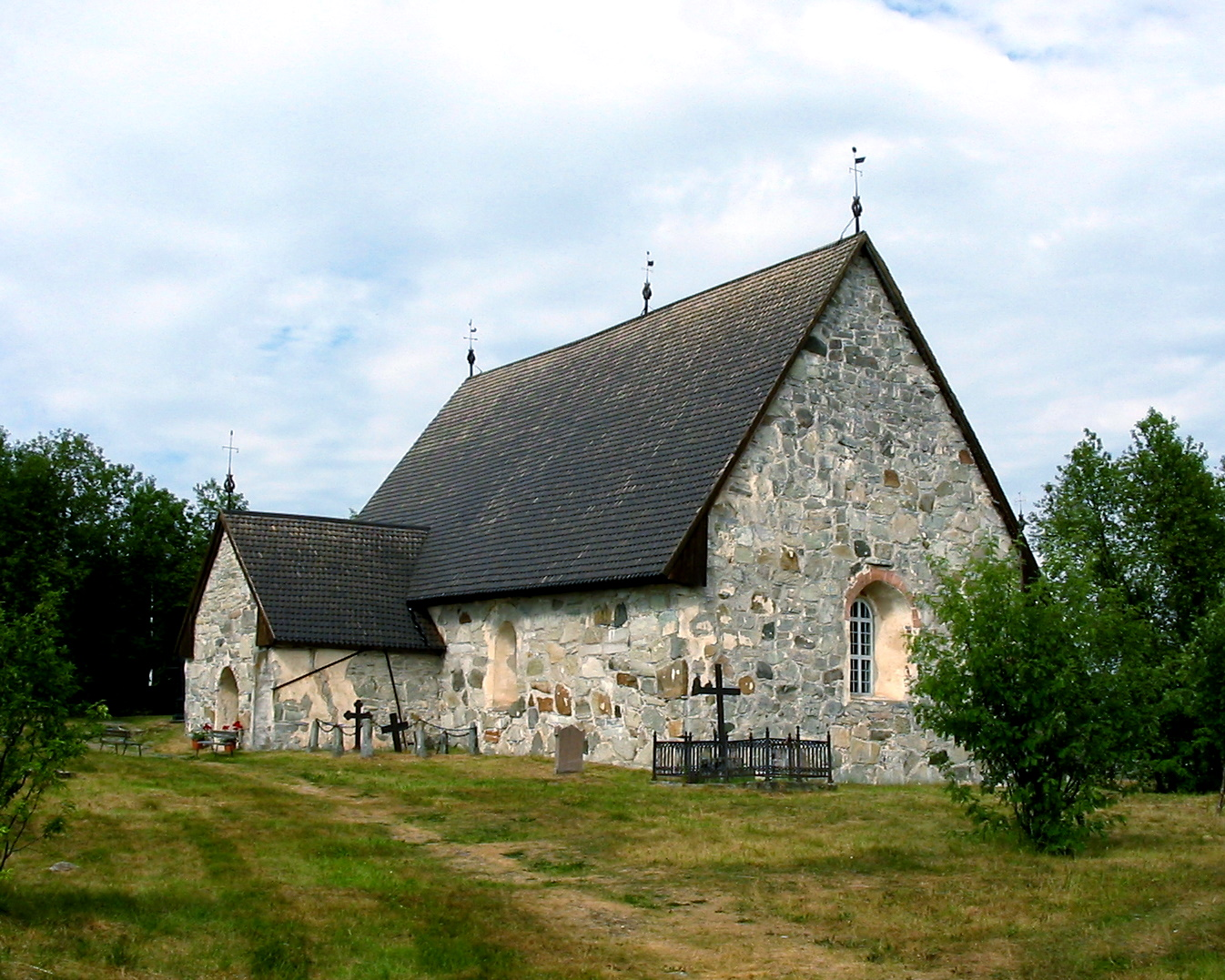
Keminmaa gamla kyrka

Under 1300-talets andra kvartal bildades Kemi kapell under Pedersöre socken och blev en självständig kyrksocken senast vid sekelskiftet 1400.
Keminmaa gamla kyrka är uppförd i sten omkring 1530. Planen består av ett långhus med sakristia i norr. Ett tidigare vapenhus i söder revs omkring 1660. Interiören har ett innertak av brädor byggt på 1640-talet och bemålat några decennier senare. Kyrkan övergavs 1799, men användes fram till 1910-talet för jordfästningar. I senare tid har den blivit en stor sevärdhet. Här finns bland annat mumien av kyrkoherden Nikolaus Rungius som dog 1629.
En ny kyrka uppfördes 1794-1799, men visade sig så illa byggd att den fick nedrivas bit för bit. Den nuvarande kyrkan tillkom 1824-1827. Den byggdes under ledning av Carl Ludvig Engel i nyklassicistisk stil.